# ツァンパ

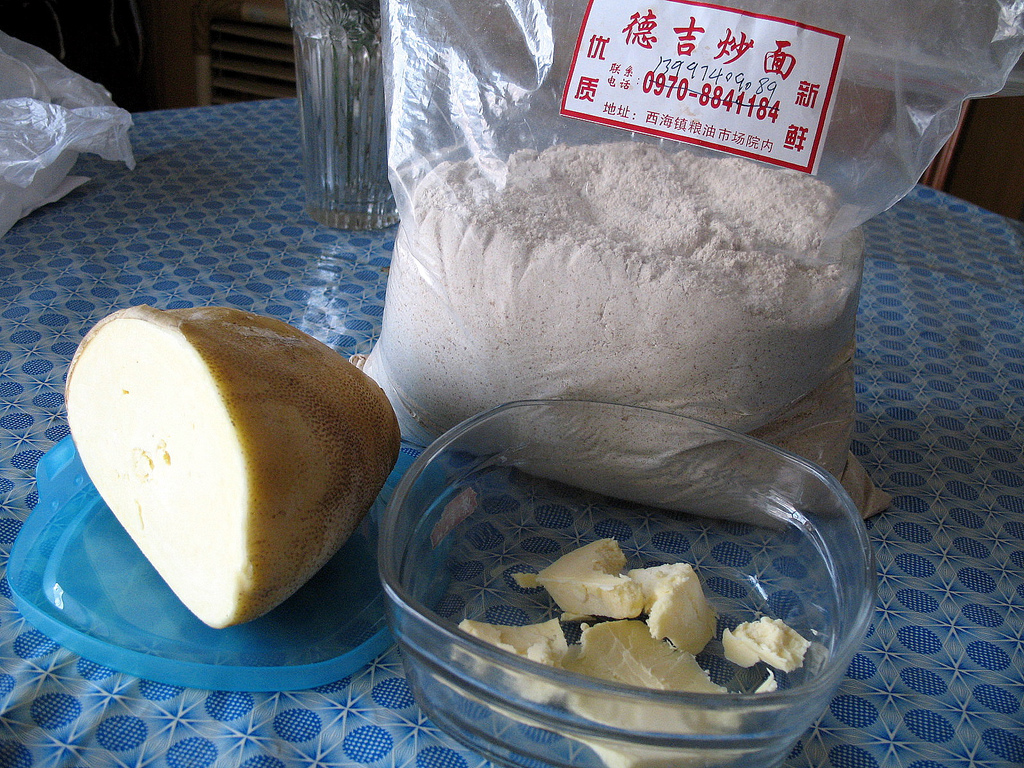
ツァンパ

ツァンパ（チベット語: རྩམ་པ་ rtsam pa、英: tsampa、繁: 糌粑[zānbā]）は、主にオオムギの変種であるハダカムギ（裸麦、学名:Hordeum vulgare L. var. nudum Hook. f.、 繁体字中国語: 青稞 /qīngkē/ ）の種子を脱穀し、乾煎りしてから粉にした食品である。コムギやオオムギ、上新粉など別の穀物を用いる場合もある。

## 概要
チベット人の主食で、日に3回ほど食べる。年間を通じて食べられる保存食でもある。遊牧生活をしているチベット人は、粉にしたものをヒツジの皮袋に入れて保存、携行している。
日本のはったい粉（麦焦がし）とほぼ同じものであるが、調味の方法が異なる。
ジャ（チベット語でバター茶のこと）、または、湯とヤクのギーであるヤクバターを加えて練り、粘土状にしてから食べる。水分、ヤクバターの配合比率が適切であれば、器の中できれいにまとまるが、多すぎたり、少なすぎたりすると、べたべたするか、ばらばらのままとなるので、慣れない者は、徐々に水分を足してゆくと良い。

## ツァンパを使った菓子
- マルセン - ツァンパにヤクバター、粉チーズ、黒砂糖を混ぜて作る練り菓子。

## 伝統行事
ツァンパ祭り
チベットではダライ・ラマの生誕日に、すれ違った人に挨拶しながらツァンパをふりかける風習があり、俗にツァンパ祭りと呼ばれている。
チェマー
元旦にはツァンパを練って作った、チェマーと呼ぶ山状の供え物の一部をつまみ取り、無病息災などを祈りながら、空中に投げる祭礼を行う風習がある。

## タルカン
新疆ウイグル自治区などに住むウイグル人も、タルカン（ウイグル語: تالقان, ラテン文字転写: talqan）と称するツァンパを食べる場合があるが、ウイグル人の主食は小麦粉のナンと呼ばれるパン類や、ラグマンなどの麺類や点心なので、補助的な食品である。

## 注
1. ↑  光永俊郎「嗜オオムギについてⅤ－歴史・文化・科学・利用」『FFIジャーナル』第216巻第1号、日本食品化学研究振興財団、2011年1月、64頁。